# جيمس غريدي (مؤلف)
جيمس غريدي (بالإنجليزية: James Grady)‏ (30 أبريل 1949، شيلبي في الولايات المتحدة)؛ كاتِب، سيناريست، صحفي وروائي أمريكي.

## روابط خارجية
- جيمس غريدي على موقع IMDb (الإنجليزية)
- جيمس غريدي على موقع قاعدة بيانات الفيلم (الإنجليزية)